# Verne Troyer
Verne Troyer, właśc. Vernon Jay Troyer (ur. 1 stycznia 1969 w Sturgis, zm. 21 kwietnia 2018 w Los Angeles) – amerykański aktor i kaskader, rozpoznawalny m.in. z powodu swojego wzrostu (81 cm). Największą popularność przyniosła mu rola Mini-Me w serii filmów o Austinie Powersie.
21 kwietnia 2018 roku Troyer popełnił samobójstwo przez zatrucie alkoholowe w wieku 49 lat w Los Angeles w Kalifornii. Został pochowany na cmentarzu Leonidas w Leonidas, w hrabstwie St. Joseph, Michigan.

## Filmy
- 1996: Syndrom Pinocchia (Pinocchio's Revenge) jako sobowtór Pinocchio
- 1997: Faceci w czerni (Men in Black) jako syn kosmita
- 1997: Władca życzeń (Wishmaster) jako stwór
- 1998: Wielki Joe (Mighty Joe Young) jako Joe dziecko (niewymieniony w czołówce)
- 1998: Las Vegas Parano (Fear and Loathing in Las Vegas) jako mały kelner
- 1999: Instynkt (Instinct) jako goryl
- 1999: Here Lies Lonely jako Virgil
- 1999: Austin Powers: Szpieg, który nie umiera nigdy (Austin Powers: The Spy Who Shagged Me) jako Mini-Me
- 2000: Grinch: Świąt nie będzie (How the Grinch Stole Christmas) jako członek zespołu
- 2000: Aktorzy (Bit Players) jako Marty Rosenthal
- 2001: Balonowy chłopak (Bubble Boy) jako dr Phreak
- 2001: Harry Potter i Kamień Filozoficzny (Harry Potter and the Sorcerer’s Stone) jako Gryfek[a]
- 2002: Austin Powers i Złoty Członek (Austin Powers in Goldmember) jako Mini Ja
- 2002: Brudna forsa (Run for the Money) jako Atilla
- 2004: Zwariowane święta Karrolla (Karroll’s Christmas) jako Spike
- 2007: Postal jako on sam
- 2008: Studenci (College) jako Verne Troyer
- 2008: Guru miłości (The Love Guru) jako trener Punch Cherkov
- 2009: Parnassus: Człowiek, który oszukał diabła (Imaginarium of Doctor Parnassus) jako Percy

## Seriale
- 1996–2003: Sabrina, nastoletnia czarownica (Sabrina, the Teenage Witch) jako Angus (gościnnie)
- 1998–2002: V.I.P. (gościnnie)
- 1999–2000: Shasta McNasty jako Verne Valentine
- 2000: Jack of All Trades jako Napoleon Bonaparte
- 2000–2004: Boston Public jako Taylor Prentice (gościnnie)
- 2000–2001: Rebelianci (Freedom) jako Cassius (gościnnie)

## We własnej osobie
- 2002: The World of Austin Powers
- 2002: Inside the Playboy Mansion (niewymieniony w czołówce)
- 2003: Pauly Shore nie żyje (Pauly Shore Is Dead)
- 2007: Postal
- 2016: Whose Line Is It Anyway